# ザ・タイガース ハーイ!ロンドン
「ザ・タイガース　ハーイ! ロンドン」は、1969年製作の日本映画。
1960年代後半のGSブームで頂点に立った人気グループ、ザ・タイガースの第3作目となる主演映画で、監督は岩内克己。
公開時のタイトルは、「ハーイ! ロンドン」だった。
過密スケジュールをこなすザ・タイガースのメンバーの前に悪魔が現れ、魂を担保に時間を売ると提案する幻想的喜劇。

## 解説
1969年7月12日に東宝系で公開された。監督は、『エレキの若大将』（1965年）、『ゴー!ゴー!若大将』（1967年）など加山雄三の若大将シリーズを手がけた岩内克己。脚本は『ザ・タイガース 世界はボクらを待っている』（1968年）、『ザ・タイガース 華やかなる招待』（1968年）などザ・タイガース主演前2作を手がけている田波靖男。撮影は後に『ゴジラ』（1984年）、『きけ、わだつみの声 Last Friends』（1995年）などを手がけた原一民。
前2作まで出演していた加橋かつみがザ・タイガースを脱退。加橋に代わって新メンバーとして加入した岸部シロー（岸部四郎）が出演している。3作目となるザ・タイガースの主演映画だが、本作が最後の主演映画となった（※ザ・タイガースは1971年1月に解散している）。作中でドキュメンタリー風に登場するファンのコメントからも、GSブームが急速に衰えていく中で、ザ・タイガースとしての方向性を模索していることが感じられる。作品としてはアイドル映画の域を出ていないが、作中で登場する曲も全体的に前2作と比較して大人びてきている自。
当時、本作のサウンド・トラック盤はリリースされなかったが、1982年にザ・タイガース主演3作品のサウンド・トラックを編集した『想い出の映画サントラのすべて』（アポロン音楽工業、カセット・テープのみ）として、リリースされている。また、2002年にはCD化され、ポリドールから「ザ・タイガース　レア&モアコレクションII ～オリジナル・サウンドトラック編～」（THE TIGERS RARE & MORE COLLECTION II ORIGINAL SOUNDTRACKS）として再リリースされている。前2作と違い、映画で使用された楽曲の殆どはレコードとして正式に発売されたバージョンであるが、未発表曲「Lovin' Life」のレコーディング風景を垣間見ることができたり、「風は知らない」は岸部シローの加入後初のレコーディングとして加橋かつみのパートをシローが吹き替えたテイク(未発売）が使われたと思われる。。
ヒロイン役の久美かおりが劇中で、映画公開後の8月に発売されたシングル曲「髪がゆれている」を披露。発売当時はヒットしなかったが、現在では和製ボサノヴァの人気曲として知られており、各種コンピレーション・アルバムにも収録されている。久美はこの映画を最後に芸能活動を休止（翌年に引退）してしまったので、この曲が最後のリリースとなった。

## あらすじ
過密スケジュールに忙殺されるザ・タイガース。メンバーの5人はうんざりしていた。そんなある日、「自由な時間が欲しい」と心の中で呟いたジュリー。すると、出門鬼太郎と名乗る悪魔の化身が現われ、「時間を買わないか」と持ちかける。契約を交わすと自由な時間を得られるが、契約時間内に戻らないと魂を頂く。魂を失っても死なないが、人を愛する心を失うだけと言う。他の4人は信じない中、ジュリーは3時間の契約を交わす。自由気ままな時間を過ごしたジュリーは体験した事を話すが、他の4人は半信半疑。CM撮影に疲れた5人は、鬼太郎を呼び出して24時間の契約を交わす。鬼太郎の狙いは5人の魂だった。鬼太郎はマジョリーに命じて5人が契約時間内に戻れないように妨害する。
そんな5人の窮地を救ったのが新倉めぐみ。作曲家の父が客死したロンドンに残した楽譜を手に入れたがっていた。歌手になり、父の作品を歌って世に認めさせたいが、その夢を義父に反対されているので、部屋に居候させて欲しいと言うが5人は断る。再び鬼太郎がジュリーの前に現れ、ロンドン行きを勧める。そして、唯一悪魔に魂を売らなかった者が新倉という作曲家で、神の声を表現しようとしていたと話す。めぐみからロンドン行きを依頼された5人は、鬼太郎と1週間の契約を交わしてロンドンへ向かう。憧れの地に着いた5人は、ロンドンを満喫するが、鬼太郎の策略で所持金やパスポートを紛失。だが、義父から留学を命じられためぐみと再会し、窮地を救われる。
目的の楽譜を入手した5人とめぐみは帰国するが、時差を計算し忘れていたため、契約時間を越えていた。魂を頂こうと5人に迫る鬼太郎。拒む5人に鬼太郎は、5人の誰かを真剣に愛している者が魂を代わりにくれれば許すと言う。ジュリーを愛していためぐみは自分の魂を差しあげると鬼太郎に申し出て、父親が残した歌をジュリーが歌うまで待って欲しいと言う。演奏が始まると、鬼太郎は苦しんだ末に蛙の姿に変わってしまう。5人の心がこもった演奏を聴くめぐみ。そして、ザ・タイガースは世界デビューを果たすのだった。

## キャスト
- ザ・タイガース
  - 沢田研二：ジュリー
  - 岸部おさみ：サリー
  - 森本太郎：タロー
  - 瞳みのる：ピー
  - 岸部シロー：シロー
- 久美かおり：新倉めぐみ
- 藤田まこと：出門鬼太郎
- 左とん平：石川
- 小松政夫：山崎
- アダムス：グループ・サウンズ
- 杉本エマ：魔女マジョリー

## スタッフ
- 製作：渡辺晋、田波靖男
- 監督：岩内克己
- 脚本：田波靖男
- 音楽：村井邦彦
- 撮影：原一民
- 美術：樋口幸男
- 編集：広瀬千鶴
- 録音：長岡憲治
- 照明：比留川大助
- スクリプター：中尾孝

## 映像ソフト
- 2007年10月より、東宝からDVDが発売されている。

## 同時上映
『ニュージーランドの若大将』
- 脚本：田波靖男 / 監督：福田純 / 主演：加山雄三
- 『若大将シリーズ』第14作（社会人篇では第2作）。